# Steffen Hofmann
Steffen Hofmann (* 9. September 1980 in Würzburg) ist ein ehemaliger deutscher Fußballspieler und nunmehriger -funktionär. Er spielte zuletzt von 2002 bis 2018 mit halbjähriger Unterbrechung (Rückrunde der Saison 2005/06 beim TSV 1860 München) für den österreichischen Bundesligisten SK Rapid Wien. Mit 540 Spielen für Rapid Wien ist er Rekordspieler und mit 25 Toren der erfolgreichste Torschütze Rapids in UEFA-Bewerben. Seit November 2022 ist er Teil des Präsidiums des SK Rapid.

## Karriere

### Als Spieler

#### Verein
Über die Jugendvereine 1. FC Kirchheim und Würzburger FV, für die Steffen Hofmann vom fünften bis sechzehnten Lebensjahr spielte, gelangte er 1996 in die Jugendabteilung des FC Bayern München, in der er bis 1999 aktiv war.
Von 1999 bis 2002 gehörte er dem Amateur-Kader der Bayern an, für den er in der Regionalliga Süd 84 Mal zum Einsatz kam und dabei 26 Tore erzielte. Sein Debüt gab er am 19. August 2000 (4. Spieltag) beim torlosen Unentschieden gegen den 1. FC Schweinfurt 05, bei dem er in der 78. Minute für Philipp Bönig eingewechselt wurde. Sein erstes Tor gelang ihm am 28. Oktober 2000 (14. Spieltag) zum 1:0-Führungstreffer bei der 1:6-Niederlage beim SSV Jahn Regensburg.
Am 27. Oktober 2001 (11. Spieltag) gab Hofmann sein Debüt in der Bundesliga, als er – beim 2:0-Auswärtserfolg über den 1. FC Köln – in der 90. Minute für Claudio Pizarro eingewechselt wurde.
2002 wechselte er zum österreichischen Bundesligisten SK Rapid Wien. Dort bildete der Spielmacher gemeinsam mit Andreas Ivanschitz eines der besten Mittelfeldduos der Liga. Er wurde im Jahre 2004 zum Spieler des Jahres in Österreich gewählt und führte Rapid als Mannschaftskapitän 2005 zum 31. Meistertitel der Vereinsgeschichte und zum Einzug in die Gruppenphase der Champions League. In der Winterpause der Saison 2005/06 wechselte Steffen Hofmann zum Zweitligisten TSV 1860 München, bei dem er aber sportlich nicht an seine Erfolge in Österreich anknüpfen konnte.
Im Juli 2006 kehrte er zu Rapid Wien zurück und verletzte sich im ersten Pflichtspiel gegen die SV Ried. 105 Tage später gab er sein Comeback gegen Pasching und wurde in der Folgezeit zur spielbestimmenden Figur. 2008 übernahm er die Kapitänsschleife. Beim SK Rapid war er Publikumsliebling und wird „Fußballgott“ genannt. Für viele Fans verkörpert er den typischen Rapidspieler, der sich vor allem durch hohe Einsatzbereitschaft und Ausdauer auszeichnet. Auch für seine gefährlichen Freistöße und präzisen Torvorlagen ist Hofmann bekannt. Hofmann wurde in der Saison 2007/08 mit 28 Torvorlagen bester Vorbereiter in Europa. In der Saison 2008/09 musste er sich den Titel mit dem Mittelfeldspieler Xavi vom FC Barcelona teilen, da es beide Spieler auf 22 Torvorlagen brachten.
Im Februar 2010 verlängerte er seinen Vertrag auf weitere drei Jahre. Die Vertragsverlängerung wurde unmittelbar vor dem Spitzenspiel gegen den FC Red Bull Salzburg bekannt gegeben, nachdem Hofmann die Monate zuvor mit zahlreichen internationalen Vereinen in Verbindung gebracht wurde.
In der Saison 2009/10 wurde er mit 20 Toren zum einzigen Mal in seiner Karriere österreichischer Torschützenkönig, was in Österreich bis dahin keinem anderen Mittelfeldspieler  gelang. Mit dem Bundesligaspiel am 9. April 2016 (30. Spieltag), beim 2:2-Unentschieden im Auswärtsspiel gegen den Wolfsberger AC, bestritt Hofmann als erst zweiter Spieler des SK Rapid Wien sein 500. Pflichtspiel.
Im Sommer 2017 gab er wegen seiner sinkenden Einsatzzeit seine Kapitänsschleife an Stefan Schwab weiter und wurde zum Ehrenkapitän ernannt.
Hofmanns Vertragslaufzeit endete am 30. Juni 2018. Nach dem Auslaufen seines Vertrages beendete er seine Karriere. Sein letztes Pflichtspiel am 20. Mai 2018 (35. Spieltag) beim 4:1-Sieg gegen den SCR Altach krönte er – nach Einwechslung für Philipp Schobesberger in der 66. Minute – mit dem Treffer zum Endstand in der 73. Minute. Dies war sein erstes Tor in der Saison und das letzte in seiner Karriere.

#### Nationalmannschaft
Es gab Bemühungen seitens des Österreichischen Fußball-Bundes (ÖFB), Steffen Hofmann als gebürtigen Deutschen für Österreichs Nationalmannschaft spielen zu lassen. Einer raschen Einbürgerung des mit einer Österreicherin verheirateten Profis hätte nichts im Weg gestanden, die FIFA-Statuten machten einen Wechsel Hofmanns zum ÖFB schließlich jedoch unmöglich, da dieser als Jugendlicher bereits in Auswahlspielen des DFB (U-16 bis U-18) zum Einsatz kam. Ein Wechsel wäre zwar bis zu einem gewissen Datum möglich gewesen, scheiterte jedoch am Fristversäumnis der Österreicher. Die Einladung zur Asien-Reise 2005 der deutschen A-Nationalmannschaft musste Hofmann krankheitsbedingt absagen; weitere Berufungen blieben aus. Hofmann spielte erstmals im deutschen Nationaltrikot am 30. April 2003: Mit dem Team 2006 erreichte er – in der 46. Minute für Albert Streit eingewechselt – ein 0:0 in der Türkei gegen die A 2-Mannschaft. Danach spielte er noch zweimal gegen die Auswahl Russlands. Am 4. September 2003 in Aalen beim 3:2-Erfolg und am 27. April 2004 in Moskau beim 1:1-Unentschieden.

### Als Trainer und Funktionär
Im September 2020 übernahm er interimistisch die Zweitligamannschaft von Rapid als Cheftrainer. Im Januar 2021 wurde er schließlich als Cheftrainer bestätigt, da Hofmann nicht die nötige Lizenz verfügte, stellte diese seit Beginn seiner Zeit bei Rapid II Franz Maresch zur Verfügung. Während dieser Zeit wurde Hofmann immer offiziell als Co-Trainer geführt. Zur Saison 2021/22 übernahm Patrick Jovanovic den Cheftrainerposten, Hofmann blieb wie schon vorher Co. Im November 2021 übernahm er gemeinsam mit Thomas Hickersberger interimistisch das Cheftraineramt bei der ersten Mannschaft Rapids. In drei Spielen unter der Führung des Duos holte Rapid jeweils einen Sieg, Niederlage und Remis. Ende des Monats wurde Ferdinand Feldhofer zum Cheftrainer bestellt und die beiden kehrten wieder auf ihre ursprüngliche Position zurück.
Im Januar 2022 verließ Hofmann den Trainerstab von Rapid II und wurde Sportkoordinator von Rapid. Unter Präsident Alexander Wrabetz wurde er im November 2022 Mitglied des Präsidiums des SK Rapid Wien. Seit Dezember 2022 ist er Geschäftsführer der für den Profibetrieb zuständigen SK Rapid GmbH.

## Erfolge
- Österreichischer Meister 2005, 2008
- Champions-League-Teilnehmer 2005
- Europa-League-Gruppensieger 2015
- Vierter der U-17-Weltmeisterschaft 1997
- Deutscher B-Juniorenmeister 1997 (mit dem FC Bayern München)

## Auszeichnungen
- Österreichischer Torschützenkönig 2010
- Österreichs Fußballer des Jahres
  - 2004 und 2009 nach APA-Fußballerwahl (gewählt von Trainern)
  - 2005 und 2010 nach VdF-Fußballerwahl (gewählt von der Vereinigung der Fußballer)
  - 2005, 2006, 2008, 2009, 2011 nach Krone-Fußballerwahl (gewählt von den Lesern der Kronen Zeitung)
- Team der Gruppenphase der Europa League 2016

## Soziales Engagement
Seit Mai 2017 ist Steffen Hofmann Botschafter beim Wiener Integrationsprojekt Kicken ohne Grenzen, das jungen Menschen ohne leistungsorientierte Aufnahmekriterien die Teilnahme an regelmäßigen kostenlosen Trainings ermöglicht und in weiterer Folge Bildungsangebote bereitstellt, die einen Einstieg ins Schulsystem oder Berufsleben erleichtern. Für Projekte der Caritas engagierte er sich ebenfalls mehrfach.

## Kontroversen
Nach einem Stadtderby gegen Austria Wien am 25. Februar 2024, das zu einem 3:0-Sieg für Rapid führte, kam es zu einer Reihe von beleidigenden und homophoben Fangesängen, an denen Hofmann beteiligt war.
Die Österreichische Fußball-Bundesliga reagierte auf die Vorkommnisse, indem sie Strafen gegen den Verein Rapid Wien und die beteiligten Akteure verhängte. Hofmann wurde mit einer Funktionssperre von zwei Monaten belegt, während Co-Trainer Stefan Kulovits für drei Monate vom Spielbetrieb ausgeschlossen wurde, wobei jeweils ein Monat auf Bewährung ausgesetzt wurde. Vor dem entscheidenden Spiel gegen Austria Klagenfurt musste Rapid Wien zudem auf fünf beteiligte Spieler verzichten. Rapid Wien kündigte an, gegen die verhängten Strafen Protest einzulegen.